# Ray Ventura
Raymond Ventura, conhecido como Ray Ventura (Paris, 16 de abril de 1908 - Palma de Mallorca, 29 de março de 1979) foi um compositor Francês de jazz. Ele teve uma significativa parcela na popularização do jazz na França na década de 1930.

## Carreira
Ventura tocou piano em um grupo chamado The Collegiate five, no qual gravou sob o nome artístico de Ray Ventura para Columbia Records começando em 1928. Ele liderou o grupo de 1929 até a década de 30, período qual gravou para Decca Records.
Uma das músicas mais populares de seu grupo foi "Tout va très bien, Madame la Marquise", de 1936, na qual um servo conta a sua marquesa que tudo está ótimo na casa dela, exceto por uma série de catástrofes. Esta música é vista como uma metáfora para a aproximação óbvia da França numa guerra próxima.
Ele liderou uma banda na América do Sul de 1942 até 1944 antes de voltar a liderar um grupo na França, de 1945 a 1949. Durante sua turnê no Brasil na segunda guerra mundial, ele se juntou ao cantor francês Henri Salvador.